# NGC 864
NGC 864 (другие обозначения — UGC 1736, MCG 1-6-61, ZWG 413.66, KARA 96, IRAS02128+0546, PGC 8631) — спиральная галактика с перемычкой (SBc) в созвездии Кит.
Этот объект входит в число перечисленных в оригинальной редакции «Нового общего каталога».
Используется в классификации галактик Жерара де Вокулёра в качестве примера галактики типа SAB(rs)c.
Галактика NGC 864 входит в состав группы галактик NGC 864. Помимо NGC 864 в группу также входят UGC 1670 и UGC 1803 .